# Landkreis Heilbronn
Der Landkreis Heilbronn ist eine Gebietskörperschaft mit 353.877 Einwohnern (31. Dezember 2024) in Baden-Württemberg. Er gehört zum Regionalverband Heilbronn-Franken im Regierungsbezirk Stuttgart. Sein Gebiet umschließt den Stadtkreis Heilbronn, der mitten im Kreisgebiet liegt, jedoch nicht zum Landkreis gehört.

## Geographie

### Lage
Der Landkreis Heilbronn wird von Süden her im weiten Bogen nach Nordwesten vom Neckar durchflossen, der das Kreisgebiet in zwei etwa gleich große Teile teilt. Das vom Odenwald und Kraichgau eingefasste Neckarbecken füllt mehr als ein Drittel der Kreisfläche. In seiner Mitte liegen Heilbronn und Neckarsulm. Seine Braunerden aus lehmigem Sand auf Keuper mit reichlich Lössauflage sind fruchtbar. Der niedrigste Punkt des Kreises bei Gundelsheim mit 139 m ü. NN liegt hier im sich verengenden Tal. Ansonsten dominieren Hügel die Landschaft. Der westliche Teil gehört überwiegend zum Kraichgau mit weiten Hochflächen und mit großen Feldern, der östliche Teil steigt in Richtung Hohenloher Ebene hin zu den Löwensteiner Bergen. Im Zabergäu ermöglicht die milde Witterung an Strom- und Heuchelberg ebenso den Weinbau wie in den Tälern des Neckars und seiner Seitenflüsse sowie in Teilen des Kraichgaus. Mit 564 m liegt der höchste Punkt im Südosten des Landkreises bei Wüstenrot im Mainhardter Wald. Zwischen Kocher und Jagst überragen im Osten wieder kargere Hochflächen die relativ tiefen Flusseinschnitte, die nur kleine, aber sehr fruchtbare landwirtschaftliche Flächen enthalten. Weitere Gewässer sind Bottwar, Brettach, Lein, Elsenz, Zaber, Seckach, Sulm und Schozach.

### Orte
Die Liste der Orte im Landkreis Heilbronn enthält die Orte (einschließlich Weiler, Wohnplätze und Wüstungen) des Landkreises Heilbronn im geographischen Sinne.

### Nachbarkreise
Der Landkreis Heilbronn grenzt, im Norden beginnend im Uhrzeigersinn, an die Landkreise Neckar-Odenwald-Kreis, Hohenlohekreis, Schwäbisch Hall, Rems-Murr-Kreis, Ludwigsburg, Enzkreis, Karlsruhe und Rhein-Neckar-Kreis sowie an den Stadtkreis Heilbronn, eine Enklave des Landkreises.

## Natur

### Flächenaufteilung
Nach Daten des Statistischen Landesamtes, Stand 2015.

### Naturschutzgebiete

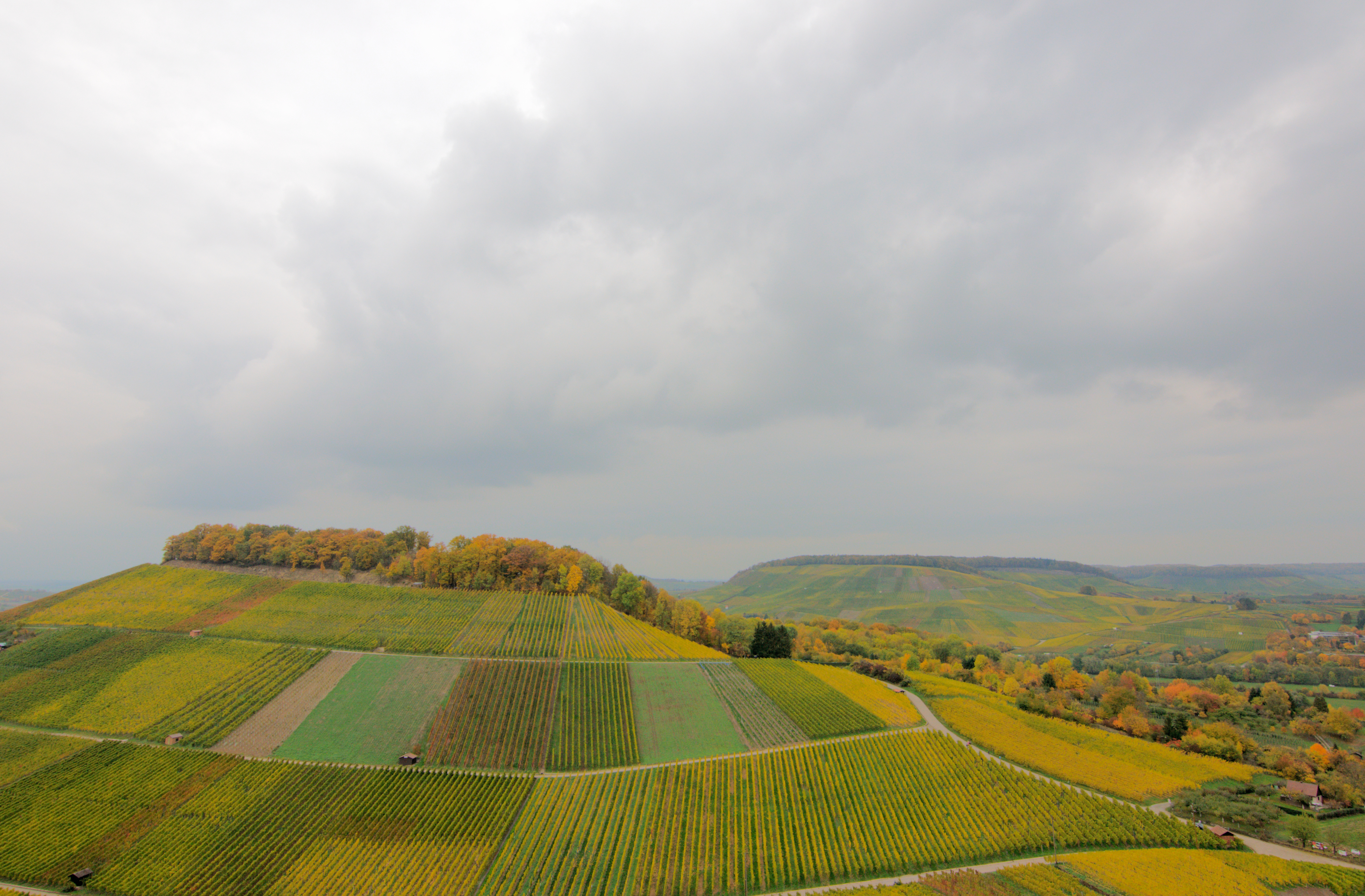
Heilbronner Land im Herbst; Blick von der Burgruine Weibertreu. Im Vordergrund der Schemelsberg.

Der Landkreis Heilbronn besitzt die nachfolgenden Naturschutzgebiete. Nach der Schutzgebietsstatistik der Landesanstalt für Umwelt, Messungen und Naturschutz Baden-Württemberg (LUBW) stehen 400,19 Hektar der Kreisfläche unter Naturschutz, das sind 0,36 Prozent.
1. Altneckar Horkheim: 43,2 ha; Gemarkungen Lauffen am Neckar, Nordheim und Heilbronn
2. Böttinger Baggerseen: 6,1 ha; Gemarkung Gundelsheim
3. Brettachtal oberhalb Geddelsbach: 25,7 ha; Gemarkungen Geddelsbach (Hohenlohekreis) und Maienfels
4. Brühl: 20,4 ha; Gemarkung Weinsberg
5. Elsenzer Bruchgraben: 19,8 ha
6. Enzwiese: 6,9 ha; Gemarkung Löwenstein
7. Frankenbacher Schotter: 14,4 ha (davon 9,7 ha im Landkreis Heilbronn), Gemeinde Leingarten
8. Gäßnersklinge-Hohberg: 13,7 ha; Gemarkung Heinsheim
9. Haberschlachter Tal: 18,1 ha; Gemarkung Brackenheim
10. Halbtrockenrasen im Gewann Fuchs: 4,3 ha; Gemarkung Jagsthausen
11. Hörnle: 20,1 ha; Gemarkung Roigheim
12. Knorrenwald: 4 ha; Gemarkung Obergimpern
13. Lauffener Neckarschlinge: 60,7 ha; Gemarkung Lauffen am Neckar
14. Prallhang des Neckars bei Lauffen: 2,96 ha; Gemarkungen Lauffen am Neckar, Talheim und Horkheim
15. Schlierbach-Kohlrain: 40,0 ha; Gemarkungen Rappenau, Heinsheim und Siegelsbach
16. Spitzenberg-Michelbach-Baiershälde: 45,9 ha
17. Weinberg im Hergstbachtal: 3,8 ha; Gemarkung Möckmühl-Korb
18. Wiesen im Rot- und Dachsbachtal bei Finsterrot: 12,8 ha; Gemarkungen Wüstenrot und Finsterrot
19. Wildenberg: 49,4 ha; Gemarkungen Grantschen und Eberstadt
20. Zaberauen von Meimsheim und Botenheim: 34 ha; Gemarkungen Brackenheim, Botenheim und Meimsheim

## Geschichte
Der Landkreis Heilbronn geht zurück auf das alte Oberamt Heilbronn, das nach dem Übergang der ehemaligen Reichsstadt an Württemberg nach 1803 errichtet wurde und dem 1926 mehr als die Hälfte der Gemeinden des aufgelösten Oberamts Weinsberg angeschlossen wurden. Am 29. Januar 1934 wurde das Oberamt Heilbronn in den Kreis Heilbronn (seit 28. November 1938 Landkreis Heilbronn) überführt, der zum 1. Oktober 1938 um Gemeinden der aufgelösten Oberämter Neckarsulm, Brackenheim, Marbach und Besigheim vergrößert wurde. Gleichzeitig wurde der Stadtkreis Heilbronn geschaffen. Seither gehört Heilbronn nicht mehr zum Kreisgebiet, blieb jedoch Sitz der Kreisverwaltung.
Im Mai 1939 lebten im Landkreis Heilbronn rund 107.000 Menschen in rund 30.000 Haushalten, die Fläche des Landkreises betrug rund 85.000 Hektar. Die Einwohnerzahl stieg während des Zweiten Weltkriegs und der unmittelbaren Nachkriegszeit bis Dezember 1945 trotz vieler Opfer stetig auf über 119.000 Personen an. Die männlichen Kriegs- und Verlagerungsverluste wurden durch Verlagerungsgewinne (Flüchtlinge aus den zerstörten Städten und Vertriebene) weitgehend ausgeglichen, die weibliche Einwohnerzahl wuchs dagegen stark an. Im Dezember 1945 hatte der Landkreis Heilbronn unter den männlichen Einwohnern einen Rückstand von rund 600 Personen (rund 1 %) zum Vorkriegsstand, während die weibliche Bevölkerung im selben Zeitraum um 14.000 Personen (rund 26 %) gewachsen war. Der deutliche Frauenüberschuss wirkte sich insbesondere auf die Beschäftigungsstrukturen aus.
Bei der Kreisreform wurde der Landkreis Heilbronn am 1. Januar 1973 um sieben Gemeinden des Landkreises Sinsheim, zwei Gemeinden des Landkreises Mosbach, drei Gemeinden des Landkreises Öhringen und die Gemeinde Finsterrot des Landkreises Schwäbisch Hall erweitert.
Bereits am 1. Januar 1971 wurde die Gemeinde Korb des Landkreises Buchen aufgenommen und in die Stadt Möckmühl eingegliedert. Am 1. September 1971 kam Unterkessach hinzu, das in der Stadt Widdern aufging. Der Landkreis Heilbronn trat seinerseits die Stadt Kleingartach, die gleichzeitig nach Eppingen eingemeindet wurde, am 1. Dezember 1971 an den Landkreis Sinsheim ab; dreizehn Monate später kehrte Kleingartach, nun als Stadtteil von Eppingen, mit der Kreisreform jedoch wieder in den Landkreis Heilbronn zurück.
Gronau wechselte am 1. Januar 1972 in den Landkreis Ludwigsburg. Am 1. März 1972 wurde Ruchsen aus dem Landkreis Buchen übernommen und in die Stadt Möckmühl integriert. Kirchhausen kam am 1. Juli 1972 zum Stadtkreis Heilbronn. Einen Tag vor dem Wirksamwerden der Kreisreform wurde am 31. Dezember 1972 noch die Gemeinde Stein am Kocher – bisher im Landkreis Mosbach – aufgenommen und in die Stadt Neuenstadt am Kocher eingemeindet.
Die Gemeinden Biberach (am 1. Januar 1974), Frankenbach und Horkheim (beide am 1. April 1974) wurden an die Stadt Heilbronn abgegeben.
Am 1. Januar 1977 kam Brettach durch dessen Umgemeindung von Wüstenrot nach Bretzfeld zum Hohenlohekreis.
Der Landkreis umfasst nach Abschluss der baden-württembergischen Gemeindereform noch 46 Gemeinden, darunter 17 Städte und hiervon wiederum drei Große Kreisstädte (Bad Rappenau, Eppingen und Neckarsulm). Die größte Stadt ist Neckarsulm, die kleinste Gemeinde ist Roigheim im Nordosten des Kreises.

### Einwohnerstatistik

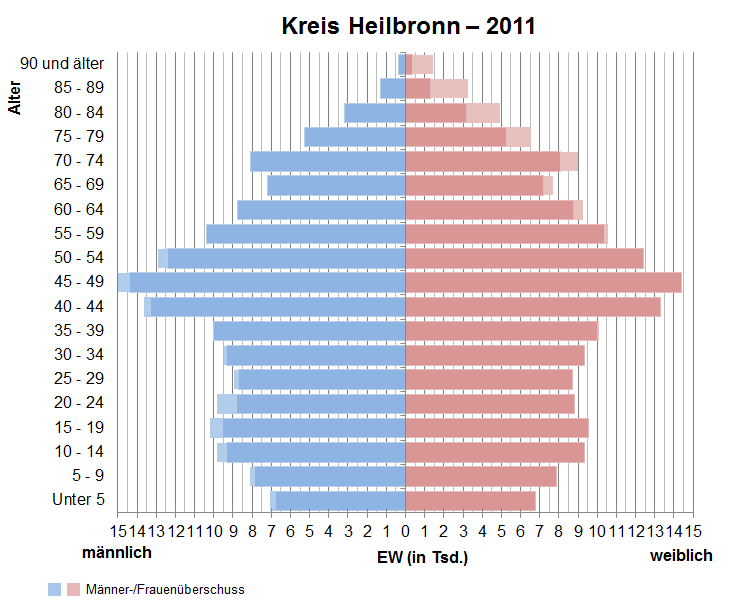
Bevölkerungspyramide für den Kreis Heilbronn (Datenquelle: Zensus 2011.)

Die Einwohnerzahlen sind Volkszählungsergebnisse (¹) oder amtliche Fortschreibungen des Statistischen Landesamts Baden-Württemberg (nur Hauptwohnsitze).
| Datum         | Einwohner |
| ------------- | --------- |
| 31. Dez. 1973 | 236.300   |
| 31. Dez. 1975 | 232.151   |
| 31. Dez. 1980 | 244.633   |
| 31. Dez. 1985 | 250.146   |
| 25. Mai 1987¹ | 252.458   |
| 31. Dez. 1990 | 272.357   |

| Datum         | Einwohner |
| ------------- | --------- |
| 31. Dez. 1995 | 303.513   |
| 31. Dez. 2000 | 320.955   |
| 31. Dez. 2005 | 329.503   |
| 31. Dez. 2010 | 328.364   |
| 31. Dez. 2015 | 334.388   |
| 31. Dez. 2020 | 346.363   |

| Datum         | Einwohner |
| ------------- | --------- |
| 31. Dez. 2021 | 347.798   |
| 31. Dez. 2022 | 353.283   |

### Konfessionsstatistik
Gemäß dem Zensus 2022 waren 35,4 % der Einwohner evangelisch, 21,2 % katholisch, und 43,4 % waren konfessionslos, gehörten einer anderen Glaubensgemeinschaft an oder machten keine Angabe.

## Politik
Der Landkreis wird vom Kreistag und vom Landrat verwaltet.

### Kreistag
Der Kreistag wird von den Wahlberechtigten im Landkreis auf fünf Jahre gewählt. Die Kommunalwahl am 9. Juni 2024 führte zu folgendem vorläufigen Ergebnis.
- Linke: 1
- Grüne: 9
- SPD: 10
- ÖDP: 2
- FW: 23
- FDP: 4
- CDU: 20
- AfD: 12

| Parteien und Wählergemeinschaften | Parteien und Wählergemeinschaften                  | % 2024  | Sitze 2024 | % 2019 | Sitze 2019 | % 2014 | Sitze 2014 | % 2009 | Sitze 2009 | % 2004 | Sitze 2004 | % 1999 | Sitze 1999 | % 1994 | Sitze 1994 | % 1989 | Sitze 1989 |
| --------------------------------- | -------------------------------------------------- | ------- | ---------- | ------ | ---------- | ------ | ---------- | ------ | ---------- | ------ | ---------- | ------ | ---------- | ------ | ---------- | ------ | ---------- |
| CDU                               | Christlich Demokratische Union Deutschlands        | 26,02   | 20         | 25,3   | 19         | 36,7   | 27         | 38,0   | 29         | 43,9   | 37         | 47,7   | 38         | 38,2   | 33         | 38,2   | 31         |
| FW                                | Freie Wähler                                       | 28,89   | 23         | 23,6   | 18         | –      | –          | –      | –          | –      | –          | –      | –          | –      | –          | –      | –          |
| SPD                               | Sozialdemokratische Partei Deutschlands            | 11,99   | 10         | 15,3   | 12         | 20,1   | 15         | 23,3   | 18         | 22,3   | 17         | 24,1   | 18         | 29,1   | 23         | 30,3   | 24         |
| Grüne                             | Bündnis 90/Die Grünen                              | 9,09    | 9          | 14,8   | 11         | 10,8   | 8          | 9,4    | 7          | 7,7    | 6          | 7,1    | 5          | 9,1    | 7          | 8,2    | 6          |
| AfD                               | Alternative für Deutschland                        | 14,65   | 12         | 7,8    | 6          | 3,7    | 3          | –      | –          | –      | –          | –      | –          | –      | –          | –      | –          |
| FDP                               | Freie Demokratische Partei                         | 4,58    | 4          | 6,7    | 5          | –      | –          | –      | –          | –      | –          | –      | –          | –      | –          | –      | –          |
| ÖDP                               | Ökologisch-Demokratische Partei                    | 3,03    | 2          | 3,7    | 3          | 3,2    | 2          | 3,6    | 2          | –      | –          | –      | –          | –      | –          | –      | –          |
| Linke                             | Die Linke                                          | 1,32    | 1          | 2,9    | 2          | 2,5    | 2          | 2,5    | 1          | –      | –          | –      | –          | –      | –          | –      | –          |
| FDP/FWV                           | Freie Demokratische Partei/Freie Wählervereinigung | –       | –          | –      | –          | 22,3   | 17         | 23,2   | 18         | 19,5   | 15         | 15,4   | 11         | 17,4   | 14         | –      | –          |
| WNM                               | Wald, Natur und Mensch                             | –       | –          | –      | –          | 0,7    | –          | –      | –          | –      | –          | –      | –          | –      | –          | –      | –          |
| REP                               | Die Republikaner                                   | –       | –          | –      | –          | –      | –          | –      | –          | 3,5    | 2          | 2,7    | 2          | 4,2    | 3          | 5,0    | 3          |
| WG                                | Wählervereinigungen                                | –       | –          | –      | –          | –      | –          | –      | –          | –      | –          | –      | –          | –      | –          | 18,3   | 15         |
| Sonst.                            | Sonstige                                           | 0,43    | –          | –      | –          | –      | –          | –      | –          | 3,1    | 2          | 3,0    | 2          | 2,0    | 1          | –      | –          |
| Gesamt                            | Gesamt                                             | 100 %   | 81         | 100 %  | 76         | 100 %  | 74         | 100 %  | 75         | 100 %  | 79         | 100 %  | 76         | 100 %  | 81         | 100 %  | 79         |
| Wahlbeteiligung                   | Wahlbeteiligung                                    | 61,56 % | 61,56 %    | 59,0 % | 59,0 %     | 49,6 % | 49,6 %     | 52,0 % | 52,0 %     | 53,3 % | 53,3 %     | 56,2 % | 56,2 %     | 69,0 % | 69,0 %     | 65,8 % | 65,8 %     |

- WG: Wählervereinigungen, da sich das Ergebnis von 1989 nicht auf einzelne Wählergruppen aufschlüsseln lässt.

### Landrat
Der Kreistag wählt den Landrat für eine Amtszeit von acht Jahren. Er ist gesetzlicher Vertreter und Repräsentant des Landkreises sowie Vorsitzender des Kreistags und seiner Ausschüsse. Er leitet das Landratsamt und ist Beamter des Kreises. Zu seinem Aufgabengebiet zählen die Vorbereitung der Kreistagssitzungen sowie seiner Ausschüsse. Er beruft Sitzungen ein, leitet diese und vollzieht die dort gefassten Beschlüsse. In den Gremien hat er kein Stimmrecht. Sein Stellvertreter ist der Erste Landesbeamte.
Die Landräte des Landkreises Heilbronn:
- 1933–1939: Walther Fuchs
- 1939–1945: Ernst Heubach
- 1945–1945: Emil Beutinger
- 1945–1948: Hermann Sihler
- 1948–1966: Eduard Hirsch
- 1966–1989: Otto Widmaier
- 1989–2005: Klaus Czernuska
- 2005–2021: Detlef Piepenburg
- seit 2021: Norbert Heuser

Die ehemaligen Oberamtmänner sind im Artikel Oberamt Heilbronn dargestellt.

### Hoheitszeichen
Als Hoheitszeichen führt der Landkreis Heilbronn ein Siegel, ein Wappen und eine Flagge. Ferner verwendet der Landkreis ein Logo, das seit 2017 ein stark stilisiertes Logo darstellt. Das Logo wird auf allen amtlichen Schriftstücken und Formularen verwendet.
| Wappen des Landkreises Heilbronn | Blasonierung: „In Rot ein unterhalb gestümmelter silberner Adler.“ |
| Wappen des Landkreises Heilbronn | Wappenbegründung: Das Wappen wurde dem Landkreis am 20. Juni 1955 von der Landesregierung verliehen, nach Neubildung des Kreises erneut am 3. September 1973 vom baden-württembergischen Innenministerium. Das Wappen geht auf das älteste Stadtsiegel der Stadt Lauffen am Neckar zurück, das vermutlich einen Reichsadler zeigt. Zur Zeit der Verleihung 1955 nahm man noch an, der gestümmelte Adler sei das Wappen der Grafen von Lauffen gewesen, die im Hochmittelalter Teile des heutigen Kreisgebiets besaßen oder verwalteten. Nun wird vermutet, dass die Grafen von Lauffen einen Löwen oder Leoparden im Wappen führten. Vor 1955 führte der Landkreis ein anderes Wappen, das noch vom Oberamt Heilbronn angenommen worden war. Die Amtskörperschaft des Oberamtes erbat 1927 von der württembergischen Archivdirektion einen Vorschlag für ein Wappen. Die Archivdirektion empfahl ein Wappen, das als Symbole für Neckarschifffahrt und Weinbau in Blau einen silbernen Anker, begleitet von je einem silbernen Becher, zeigen sollte. Der Bezirksrat lehnte die beiden Becher jedoch als zu stark betontes Symbol des Genusses ab. Stattdessen nahm das Oberamt 1928 ein anderes, von Walther Eberbach entworfenes Wappen an, das bis 1955 in Gebrauch blieb. Es zeigte In gespaltenem Schild mit erniedrigter eingebogener Spitze vorne in Schwarz eine silberne Ähre, hinten in Rot ein nach links gekehrter silberner Hammer, unten in Gold eine hängende blaue Traube; im silbernen Herzschild ein blauer Anker. Die Ähre stand für die Landwirtschaft, der Hammer für Industrie und Gewerbe, die Traube für den Weinbau und der Anker für die Neckarschifffahrt. Aus heraldischer Sicht war dieses Wappen zu überladen, weshalb es im Jahr 1954 zwischen baden-württembergischer Archivdirektion und Landratsamt zu Verhandlungen über ein einfacheres, in der Geschichte begründetes Wappen kam, aus denen schließlich das 1955 verliehene Wappen hervorging. |

Ehemaliges Wappen
Bannerflagge
Logo

## Wirtschaft und Infrastruktur
Im sogenannten Zukunftsatlas belegte der Landkreis Heilbronn im Jahr 2016 Platz 16 von 402 Landkreisen, Kommunalverbänden und kreisfreien Städten in Deutschland und zählt damit zu den Regionen mit „sehr hohen Zukunftschancen“. In der Ausgabe von 2019 lag er auf Platz 22 von 401 und in der Ausgabe von 2022 auf Platz 10.

### Verkehr

#### Straße
Im Kreisgebiet kreuzen sich die Bundesautobahnen 6 Mannheim–Nürnberg und 81 Stuttgart–Würzburg am Weinsberger Kreuz. Ferner erschließen mehrere Bundesstraßen sowie Landes- und Kreisstraßen den Landkreis.

#### Schiene

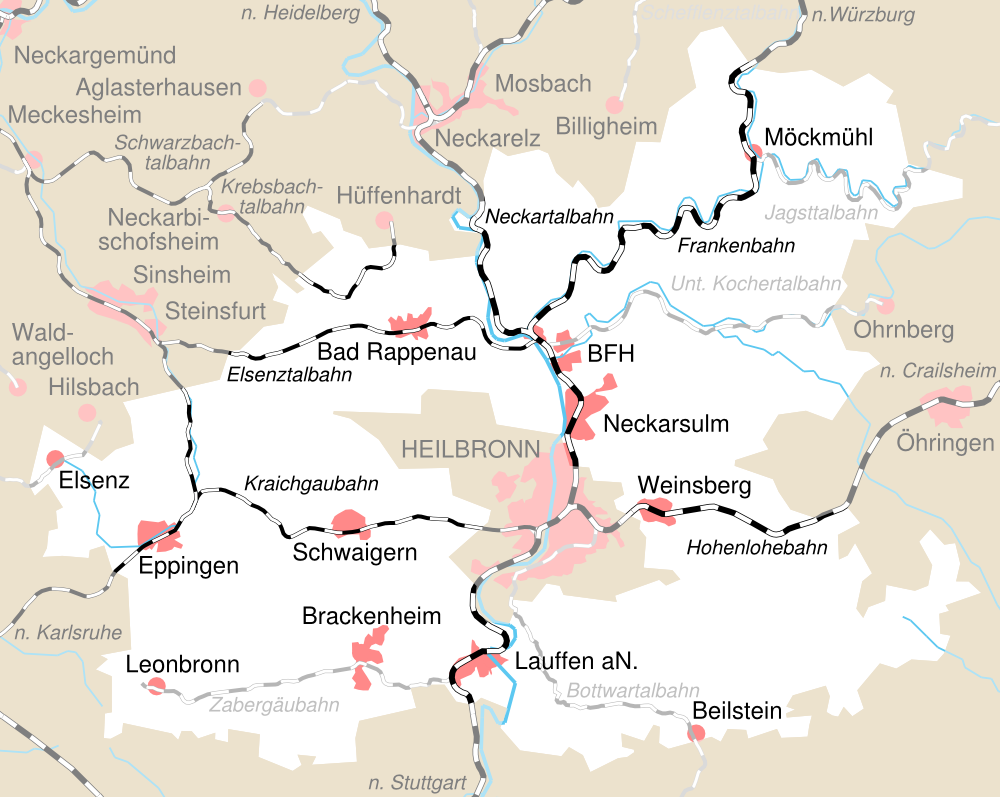
Bahnstreckennetz im Landkreis Heilbronn

Die Württembergische Staatsbahn nutzte 1848 das Neckartal für ihre erste Eisenbahnlinie in diesem Gebiet von Stuttgart bis Heilbronn (Nordbahn). Daran schloss sich 1862 die Kocherbahn nach Schwäbisch Hall an und 1866 die Verlängerung der Nordbahn entlang des Neckartals bis Bad Friedrichshall-Jagstfeld. Von hier setzte sich der Bau 1869 im Jagsttal fort nach Möckmühl und weiter in Richtung Osterburken, wo die Badische Odenwaldbahn Heidelberg–Würzburg erreicht wurde.
Für die Badische Staatsbahn war Bad Friedrichshall-Jagstfeld Ausgangspunkt der Verbindungen nach Heidelberg, nämlich 1868/69 die Elsenztalbahn über Sinsheim nach Meckesheim – dort ebenfalls mit Anschluss an die Badische Odenwaldbahn – und 1879 die Neckartalbahn entlang des Flusstals über Eberbach.
In den Jahren 1878 bis 1880 entstand die Kraichgaubahn Heilbronn–Karlsruhe, von der die beiden Staatsbahnen und die Stadt Karlsruhe je einen Abschnitt gebaut hatten. In Eppingen ließ die Badische Staatsbahn 1900 eine Querverbindung nach Steinsfurt bei Sinsheim abzweigen.
Dem Lokalverkehr widmete die Württembergische Staatsbahn zwei 750-mm-Schmalspurbahnen:
- Die Bottwarbahn erreichte von Marbach am Neckar ausgehend 1894 Beilstein, 1899 Ilsfeld und 1900 den Heilbronner Südbahnhof, von wo man den Hauptbahnhof nur mit der Straßenbahn erreichen konnte. Eine normalspurige Verbindungsbahn diente ab 1901 zunächst nur dem Güterverkehr.
- Die Zabergäubahn verband Lauffen am Neckar ab 1896 mit Güglingen und erreichte 1901 Leonbronn.

Eine dritte Schmalspurbahn, die Jagsttalbahn, wurde durch die Firma Vering & Waechter 1900 und 1901 von Möckmühl in Richtung Dörzbach eröffnet.
Im unteren Kochertal nahm die Württembergische Eisenbahn-Gesellschaft als normalspurige Nebenbahn die Untere Kochertalbahn von Bad Friedrichshall-Jagstfeld 1907 nach Neuenstadt und 1913 weiter bis Ohrnberg in Betrieb.
Zwei Strecken der Badischen Lokal-Eisenbahnen AG berührten den Kreis nur am Rande:
- die 1900 eröffnete Katzbachbahn Odenheim–Hilsbach verlief über den heutigen Eppinger Teilort Elsenz
- die 1902 eröffnete Nebenbahn Neckarbischofsheim Nord–Hüffenhardt schließt Obergimpern und Siegelsbach an das Eisenbahnnetz an, ist aber seit August 2009 ohne regelmäßigen Verkehr.

Das ziemlich dichte Eisenbahnnetz erreichte eine maximale Ausdehnung von fast 235 km. Nach der Stilllegung mehrerer Nebenstrecken verblieben im Personenverkehr noch 143 km im Betrieb. Für den Personenverkehr wurden stillgelegt:
- 1951: Jagsttalbahn Möckmühl–Jagsthausen(–Dörzbach) (16 km; zwischen 1967 und 1979 Wiederaufnahme für den Schülerverkehr)
- 1960: Katzbachbahn (Odenheim–)Elsenz(–Hilsbach) (3 km)
- 1966: Bottwartalbahn (Marbach–)Beilstein–Heilbronn Süd (21 km)
- 1986: Zabergäubahn Lauffen–Güglingen–Leonbronn (20 km; bis zum Jahr 2011 ist die Reaktivierung bis Zaberfeld für den Stadtbahn-Betrieb vorgesehen)
- 1993: Untere Kochertalbahn Bad Friedrichshall-Jagstfeld–Kochersteinsfeld(–Ohrnberg) (19 km)
- 2009: Krebsbachtalbahn (Neckarbischofsheim Nord–)Obergimpern–Siegelsbach(–Hüffenhardt) (7 km)

Die Linie S4 der Albtal-Verkehrs-Gesellschaft fährt auf der Kraichgaubahn und Teilen der Bahnstrecke Heilbronn–Crailsheim von Achern über Karlsruhe, Bretten, Eppingen und Heilbronn bis nach Öhringen.

#### Busverkehr
Der Landkreis Heilbronn bedient 46 Buslinien in sieben Verkehrsbündel. Insgesamt werden über 500 Haltestellen und 12 zentrale Omnibusbahnhöfe bedient. Einen Busbahnhof gibt es in Gundelsheim, Bad Rappenau, Eppingen, Schwaigern, Brackenheim, Lauffen, Beilstein, Weinsberg, Möckmühl, Bad Friedrichshall. In Neckarsulm gibt es zwei zentrale Busbahnhöfe: einen in der Innenstadt und einen am Bahnhof.
Seit dem Jahr 2021 ist ein On-Demand Verkehr in Untergruppenbach im Betrieb.
Die Stadt Neckarsulm bedient den innerstädtischen Verkehr mit einem eigenen Stadtverkehr. Dieser verkehrt neben den Regionalbussen. Darüber hinaus setzen zahlreiche Gemeinden auf Bürgerbusse, die von ehrenamtlichen Fahrern betrieben werden, um den innerstädtischen Verkehr zu bedienen.
Ein anderes Angebot richtet sich an Jugendliche unter 25 Jahren: An Wochenenden und Feiertagen können sie zwischen 0 Uhr und 6 Uhr ein Taxi nutzen, wobei der Landkreis 50 % der Kosten übernimmt. Für dieses Angebot ist die Nutzung einer speziellen App erforderlich, die eine sichere und kostengünstige Heimfahrt in den späten Nachtstunden ermöglicht.
Ein hoher Anteil der Busse im Landkreis Heilbronn ist für Rollstuhlfahrer zugänglich.

#### Radverkehr
Der Radverkehrsanteil im Landkreis wurde 2008 auf etwa 8 % geschätzt. Es existierten bis dahin keine Messungen.
Durch den Landkreis führen verschiedene Alltagsrouten aus dem Radnetz Baden-Württemberg:
- Von Bretten kommend über Eppingen und Heilbronn Richtung Öhringen
- Von Mosbach kommend über Bad Friedrichshall und Heilbronn Richtung Bietigheim-Bissingen
- Von Sinsheim kommend nach Bad Friedrichshall. Künftig soll es eine direkte Strecke von Sinsheim kommend über Kirchardt nach Heilbronn geben.
- Von Adelsheim kommend über Möckmühl nach Bad Friedrichshall.

Außerdem gibt es ein Radverkehrskonzept des Landkreises.
Zudem bestehen touristische Strecken, siehe Tourismus/Radwege.
Der Radschnellweg RS3 wird zukünftig Heilbronn und Bad Wimpfen, über Bad Friedrichshall mit etwa 9,5 km verbinden und eine hochqualitative Radverkehrsverbindung schaffen. Da dies ein Leuchtturmprojekt für das Land ist, hat dieses die Baulastträgerschaft dafür übernommen. Anschließen wird der RS 23 in Neckarsulm und Richtung Obersulm führen.
Es existieren mehr als 30 RadSERVICE Punkte, die zusammen mit den Kommunen und dem Land Baden-Württemberg aufgestellt wurden. Dort können kleine Reparaturen durchgeführt werden und eine Luftpumpe steht zur Verfügung.
Der Landkreis ist Mitglied in der Arbeitsgemeinschaft Fahrrad- und Fußgängerfreundlicher Kommunen in Baden-Württemberg e. V.

### Kreiseinrichtungen
Der Landkreis Heilbronn ist Schulträger folgender Beruflichen Schulen: Peter-Bruckmann-Schule (Gewerbliche und Hauswirtschaftliche Schule) Heilbronn, Andreas-Schneider-Schule (Kaufmännische Schule) Heilbronn, Christiane-Herzog-Schule (Hauswirtschaftliche und Landwirtschaftliche Schule) Heilbronn und Christian-Schmidt-Schule (Gewerbliche Schule) Neckarsulm, ferner folgender Sonderpädagogischer Bildungs- und Beratungszentren: Gebrüder-Grimm-Schule (Förderschwerpunkt Sprache) mit Schulkindergarten Heilbronn, Hermann-Herzog-Schule (Förderschwerpunkt Sehen) mit Schulkindergarten Heilbronn, Kaywaldschule (Förderschwerpunkte geistige Entwicklung und körperlich-motorische Entwicklung) mit Schulkindergarten Lauffen am Neckar und Astrid-Lindgren-Schule (Förderschwerpunkte geistige Entwicklung und körperlich-motorische Entwicklung) mit Schulkindergarten Neckarsulm.
Der Landkreis Heilbronn ist mit der Stadt Heilbronn Gesellschafter der SLK-Kliniken Heilbronn gGmbH (SLK steht für Stadt und Landkreis). Die Gesellschaft betreibt in der Stadt und im Landkreis Heilbronn die Krankenhäuser Klinikum am Gesundbrunnen Heilbronn, Klinikum am Plattenwald Bad Friedrichshall, Krankenhaus Brackenheim mit Geriatrischer Rehabilitation, Krankenhaus Möckmühl und Klinik Löwenstein.

## Jüdische Friedhöfe
In Stadt und Landkreis Heilbronn gibt es 15 jüdische Friedhöfe: in Affaltrach, Bad Rappenau, Bad Wimpfen, Berwangen, Eppingen, Heilbronn, Heinsheim, Ittlingen, Kochendorf, Neckarsulm, Neudenau, Oedheim, Schluchtern, Sontheim und in Stein am Kocher. Es sind schützenswerte Kulturdenkmäler – steinerne Zeugen für ehemals existierende jüdische Gemeinden und eines regen jüdischen Gemeindelebens bis in die 1930er Jahre.

## Gemeinden
(Einwohner am 31. Dezember 2024)
| Städte 1. Bad Friedrichshall (19.853) 2. Bad Rappenau, Große Kreisstadt (22.703) 3. Bad Wimpfen (7686) 4. Beilstein (6412) 5. Brackenheim (16.774) 6. Eppingen, Große Kreisstadt (22.666) 7. Güglingen (6394) 8. Gundelsheim (7449) 9. Lauffen am Neckar (12.189) 10. Leingarten (11.637) 11. Löwenstein (3460) 12. Möckmühl (8680) 13. Neckarsulm, Große Kreisstadt (26.431) 14. Neudenau (5643) 15. Neuenstadt am Kocher (10.249) 16. Schwaigern (11.661) 17. Weinsberg (13.268) 18. Widdern (1782) | Städte und Gemeinden des Landkreises Heilbronn |

| Weitere Gemeinden 1. Abstatt (4975) 2. Cleebronn (3118) 3. Eberstadt (3209) 4. Ellhofen (3998) 5. Erlenbach (5155) 6. Flein (7432) 7. Gemmingen (5593) 8. Hardthausen am Kocher (4478) 9. Ilsfeld (9826) 10. Ittlingen (2643) 11. Jagsthausen (1747) 12. Kirchardt (5939) 13. Langenbrettach (3894) 14. Lehrensteinsfeld (2758) 15. Massenbachhausen (3760) 16. Neckarwestheim (4059) 17. Nordheim (8480) 18. Obersulm (13.756) 19. Oedheim (6580) 20. Offenau (2848) 21. Pfaffenhofen (2593) 22. Roigheim (1497) 23. Siegelsbach (1643) 24. Talheim (5074) 25. Untereisesheim (4367) 26. Untergruppenbach (8670) 27. Wüstenrot (6692) 28. Zaberfeld (4156) | Vereinbarte Verwaltungsgemeinschaften und Gemeindeverwaltungsverbände 1. Vereinbarte Verwaltungsgemeinschaft der Stadt Bad Friedrichshall mit den Gemeinden Oedheim und Offenau 2. Vereinbarte Verwaltungsgemeinschaft der Stadt Bad Rappenau mit den Gemeinden Kirchardt und Siegelsbach 3. Vereinbarte Verwaltungsgemeinschaft der Stadt Brackenheim mit der Gemeinde Cleebronn 4. Vereinbarte Verwaltungsgemeinschaft der Stadt Eppingen mit den Gemeinden Gemmingen und Ittlingen 5. Gemeindeverwaltungsverband Flein-Talheim mit Sitz in Flein; Mitgliedsgemeinden: Flein und Talheim 6. Vereinbarte Verwaltungsgemeinschaft der Stadt Lauffen am Neckar mit den Gemeinden Neckarwestheim und Nordheim 7. Vereinbarte Verwaltungsgemeinschaft der Stadt Möckmühl mit den Gemeinden Jagsthausen und Roigheim sowie der Stadt Widdern 8. Vereinbarte Verwaltungsgemeinschaft der Stadt Neckarsulm mit den Gemeinden Erlenbach und Untereisesheim 9. Vereinbarte Verwaltungsgemeinschaft der Stadt Neuenstadt am Kocher mit den Gemeinden Hardthausen am Kocher und Langenbrettach 10. Gemeindeverwaltungsverband „Oberes Zabergäu“ mit Sitz in Güglingen; Mitgliedsgemeinden: Stadt Güglingen und Gemeinden Pfaffenhofen und Zaberfeld 11. Vereinbarte Verwaltungsgemeinschaft der Gemeinde Obersulm mit der Stadt Löwenstein 12. Gemeindeverwaltungsverband „Raum Weinsberg“ mit Sitz in Weinsberg; Mitgliedsgemeinden: Stadt Weinsberg und Gemeinden Eberstadt, Ellhofen und Lehrensteinsfeld 13. Gemeindeverwaltungsverband „Schozach-Bottwartal“ mit Sitz in Ilsfeld; Mitgliedsgemeinden: Gemeinden Abstatt, Ilsfeld und Untergruppenbach sowie Stadt Beilstein 14. Vereinbarte Verwaltungsgemeinschaft der Stadt Schwaigern mit der Gemeinde Massenbachhausen |

## Gemeinden vor der Kreisreform
Vor der Kreisreform 1973 bzw. vor der Gemeindereform gehörten zum (alten) Landkreis Heilbronn 99 Gemeinden, darunter 15 Städte. Zu den 97 Gemeinden seit 1938 kamen noch 1945 die vormals badische Gemeinde Schluchtern und 1952 die vormals hessische Stadt Bad Wimpfen, die seit 1945 zum Landkreis Sinsheim gehörte, zum Landkreis Heilbronn.
Am 7. März 1968 stellte der Landtag von Baden-Württemberg die Weichen für eine Gemeindereform. Mit dem Gesetz zur Stärkung der Verwaltungskraft kleinerer Gemeinden war es möglich, dass sich kleinere Gemeinden freiwillig zu größeren Gemeinden vereinigen konnten. Den Anfang im alten Landkreis Heilbronn machten die Gemeinden Großgartach und Schluchtern, die sich am 1. Januar 1970 zur neuen Gemeinde Leingarten vereinigten. Die Gemeinde Klingenberg wurde am selben Tag in den Stadtkreis Heilbronn eingegliedert und verließ somit den Landkreis. In der Folgezeit reduzierte sich die Zahl der Gemeinden stetig. Am 1. Januar 1972 wurde die Gemeinde Gronau in die Gemeinde Oberstenfeld, Landkreis Ludwigsburg, eingegliedert. Am 1. Juli 1972 wurde auch Kirchhausen in den Stadtkreis Heilbronn eingegliedert. Auch diese Gemeinden verließen somit den Landkreis. Ebenfalls verließ die Stadt Kleingartach, die gleichzeitig in die zum Landkreis Sinsheim gehörende Nachbarstadt Eppingen eingemeindet wurde, zum 1. Dezember 1971 den Landkreis Heilbronn, allerdings nur vorübergehend. Die noch verbliebenen Gemeinden des alten Landkreises Heilbronn sowie unter anderem auch die Stadt Eppingen gingen am 1. Januar 1973 im neuen vergrößerten Landkreis Heilbronn auf; doch gab dieser am 1. Januar 1974 noch die Gemeinde Biberach und am 1. April 1974 die Gemeinden Frankenbach und Horkheim, die vor 1973 zum alten Landkreis Heilbronn gehörten, an den Stadtkreis Heilbronn ab.
Die größte Gemeinde des alten Landkreises Heilbronn war die Stadt Neckarsulm. Die kleinste Gemeinde war Bittelbronn.
Der alte Landkreis Heilbronn umfasste zuletzt eine Fläche von 872 km² und hatte bei der Volkszählung 1970 insgesamt 193.751 Einwohner.
In der Tabelle wird die Einwohnerentwicklung des alten Landkreises Heilbronn bis 1970 angegeben. Alle Einwohnerzahlen sind Volkszählungsergebnisse.
| Datum              | Einwohner |
| ------------------ | --------- |
| 17. Mai 1939       | 109.774   |
| 13. September 1950 | 143.160   |

| Datum        | Einwohner |
| ------------ | --------- |
| 6. Juni 1961 | 161.601   |
| 27. Mai 1970 | 193.751   |

In der Tabelle stehen die Gemeinden des alten Landkreises Heilbronn vor der Gemeindereform. Bis auf die fünf in den Stadtkreis Heilbronn eingegliederten Gemeinden (¹) sowie Gronau, das infolge der Eingemeindung nach Oberstenfeld Teil des Landkreises Ludwigsburg ist, gehören alle Gemeinden auch heute noch – oder wieder – zum Landkreis Heilbronn.

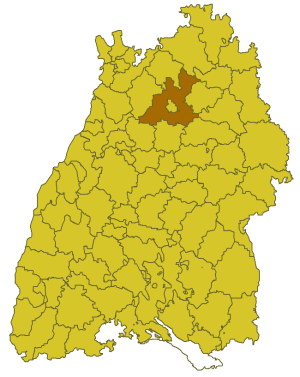
Karte des Landkreises Heilbronn vor der Kreisreform

| frühere Gemeinde            | heutige Gemeinde      | Einwohner am 6. Juni 1961 |
| --------------------------- | --------------------- | ------------------------- |
| Abstatt                     | Abstatt               | 1.048                     |
| Affaltrach                  | Obersulm              | 1.652                     |
| Auenstein                   | Ilsfeld               | 1.077                     |
| Bachenau                    | Gundelsheim           | 420                       |
| Bad Friedrichshall, Stadt   | Bad Friedrichshall    | 8.574                     |
| Bad Wimpfen, Stadt          | Bad Wimpfen           | 5.117                     |
| Beilstein, Stadt            | Beilstein             | 2.338                     |
| Biberach ¹                  | Heilbronn             | 2.035                     |
| Bittelbronn                 | Möckmühl              | 194                       |
| Bonfeld                     | Bad Rappenau          | 1.203                     |
| Botenheim                   | Brackenheim           | 908                       |
| Brackenheim, Stadt          | Brackenheim           | 3.058                     |
| Brettach                    | Langenbrettach        | 1.017                     |
| Bürg                        | Neuenstadt am Kocher  | 361                       |
| Cleebronn                   | Cleebronn             | 1.659                     |
| Cleversulzbach              | Neuenstadt am Kocher  | 502                       |
| Dahenfeld                   | Neckarsulm            | 639                       |
| Degmarn                     | Oedheim               | 522                       |
| Dürrenzimmern               | Brackenheim           | 704                       |
| Duttenberg                  | Bad Friedrichshall    | 428                       |
| Eberstadt                   | Eberstadt             | 1.391                     |
| Eibensbach                  | Güglingen             | 441                       |
| Eichelberg                  | Obersulm              | 406                       |
| Ellhofen                    | Ellhofen              | 1.408                     |
| Erlenbach                   | Erlenbach             | 2.998                     |
| Eschenau                    | Obersulm              | 1.432                     |
| Flein                       | Flein                 | 2.935                     |
| Frankenbach ¹               | Heilbronn             | 3.510                     |
| Frauenzimmern               | Güglingen             | 456                       |
| Fürfeld                     | Bad Rappenau          | 693                       |
| Gellmersbach                | Weinsberg             | 503                       |
| Gochsen                     | Hardthausen am Kocher | 945                       |
| Grantschen                  | Weinsberg             | 504                       |
| Gronau                      | Oberstenfeld          | 970                       |
| Großgartach                 | Leingarten            | 3.908                     |
| Güglingen, Stadt            | Güglingen             | 1.932                     |
| Gundelsheim, Stadt          | Gundelsheim           | 3.220                     |
| Haberschlacht               | Brackenheim           | 354                       |
| Hausen an der Zaber         | Brackenheim           | 1.150                     |
| Höchstberg                  | Gundelsheim           | 583                       |
| Hölzern                     | Eberstadt             | 290                       |
| Horkheim ¹                  | Heilbronn             | 1.421                     |
| Hößlinsülz                  | Löwenstein            | 332                       |
| Ilsfeld                     | Ilsfeld               | 2.437                     |
| Jagsthausen                 | Jagsthausen           | 954                       |
| Kirchhausen ¹               | Heilbronn             | 2.091                     |
| Kleingartach, Stadt         | Eppingen              | 978                       |
| Klingenberg ¹               | Heilbronn             | 1.094                     |
| Kochersteinsfeld            | Hardthausen am Kocher | 835                       |
| Kochertürn                  | Neuenstadt am Kocher  | 663                       |
| Lampoldshausen              | Hardthausen am Kocher | 836                       |
| Lauffen am Neckar, Stadt    | Lauffen am Neckar     | 8.593                     |
| Lehrensteinsfeld            | Lehrensteinsfeld      | 1.011                     |
| Leonbronn                   | Zaberfeld             | 629                       |
| Löwenstein, Stadt           | Löwenstein            | 1.693                     |
| Massenbach                  | Schwaigern            | 934                       |
| Massenbachhausen            | Massenbachhausen      | 1.464                     |
| Meimsheim                   | Brackenheim           | 1.341                     |
| Michelbach am Heuchelberg   | Zaberfeld             | 384                       |
| Möckmühl, Stadt             | Möckmühl              | 3.012                     |
| Neckarsulm, Stadt           | Neckarsulm            | 15.307                    |
| Neckarwestheim              | Neckarwestheim        | 1.422                     |
| Neipperg                    | Brackenheim           | 502                       |
| Neuenstadt am Kocher, Stadt | Neuenstadt am Kocher  | 1.656                     |
| Neulautern                  | Wüstenrot             | 390                       |
| Niederhofen                 | Schwaigern            | 577                       |
| Nordhausen                  | Nordheim              | 430                       |
| Nordheim                    | Nordheim              | 3.315                     |
| Obereisesheim               | Neckarsulm            | 2.094                     |
| Obergriesheim               | Gundelsheim           | 605                       |
| Ochsenburg                  | Zaberfeld             | 553                       |
| Oedheim                     | Oedheim               | 2.950                     |
| Offenau                     | Offenau               | 1.581                     |
| Olnhausen                   | Jagsthausen           | 330                       |
| Pfaffenhofen                | Pfaffenhofen          | 1.259                     |
| Roigheim                    | Roigheim              | 1.563                     |
| Schluchtern                 | Leingarten            | 1.807                     |
| Schmidhausen                | Beilstein             | 572                       |
| Schozach                    | Ilsfeld               | 404                       |
| Schwaigern, Stadt           | Schwaigern            | 4.169                     |
| Siglingen                   | Neudenau              | 1.245                     |
| Stetten am Heuchelberg      | Schwaigern            | 1.223                     |
| Stockheim                   | Brackenheim           | 549                       |
| Sülzbach                    | Obersulm              | 804                       |
| Talheim                     | Talheim               | 2.484                     |
| Tiefenbach                  | Gundelsheim           | 533                       |
| Untereisesheim              | Untereisesheim        | 1.017                     |
| Untergriesheim              | Bad Friedrichshall    | 648                       |
| Untergruppenbach            | Untergruppenbach      | 2.133                     |
| Unterheinriet               | Untergruppenbach      | 1.205                     |
| Weiler an der Zaber         | Pfaffenhofen          | 381                       |
| Weiler bei Weinsberg        | Obersulm              | 358                       |
| Weinsberg, Stadt            | Weinsberg             | 7.166                     |
| Widdern, Stadt              | Widdern               | 1.134                     |
| Willsbach                   | Obersulm              | 2.265                     |
| Wimmental                   | Weinsberg             | 354                       |
| Wüstenrot                   | Wüstenrot             | 1.665                     |
| Zaberfeld                   | Zaberfeld             | 981                       |
| Züttlingen                  | Möckmühl              | 940                       |

## Tourismus
Der Landkreis Heilbronn wird durch die im Jahr 2006 gegründete Touristikgemeinschaft HeilbronnerLand e. V. unter dem Namen HeilbronnerLand touristisch vermarktet. Im Heilbronner Land werden jährlich über eine Million Übernachtungen gezählt. Das Heilbronner Land ist durch vielfältige Naturlandschaften geprägt, wobei Weinbau- und Flusslandschaften sowie ausgedehnte Waldgebiete in zwei Naturparks prägend sind:
- Zabergäu
- Weinsberger Tal
- Schozachtal
- Kraichgau
- Neckartal
- Kochertal
- Jagsttal

Radfahren und Wein sind die touristischen Hauptthemen im Landkreis Heilbronn. Wintersportarten sind nur in Teilen des Naturpark Schwäbisch-Fränkischer Wald zu finden. Auf dem Breitenauer See im Weinsberger Tal und auf dem Neckar bei Lauffen besteht die Möglichkeit Wassersportarten wie Segeln und Windsurfen zu betreiben. In den Sole-Heilbädern Bad Wimpfen und Bad Rappenau findet sich ein breites Spektrum an Kur- und Wellnessangeboten.

### Touristische Ziele
Sehenswerte Orte sind unter anderem die historische Kaiserpfalz Bad Wimpfen, die Parkanlagen der Landesgartenschau 2008 in Bad Rappenau und die Fachwerkstadt Eppingen und Lauffen am Neckar. Entlang der Deutschen Fachwerkstraße und Burgenstraße im Heilbronner Land finden sich weitere sehenswerte Städte und Burgen.
Das Wildparadies Tripsdrill bei Cleebronn ist ein ausgedehnter zoologischer Park am Stromberg mit etwa 50 Tierarten.

### Radwege
Ein dichtes Netz von Radwege durchzieht den Landkreis Heilbronn, hier treffen viele durch Baden-Württemberg führende Fernradwege zusammen. Zahlreiche beschilderte Tagestouren ermöglichen Sternfahrten entlang der Fernradwege. Im Landkreis Heilbronn wird in vielen Bereichen eine wegweisende Beschilderung verwendet, die den aktuellen Richtlinien der Forschungsgesellschaft für Straßen- und Verkehrswesen (FGSV) entspricht. Um sicherzustellen, dass diese Beschilderung von hoher Qualität ist, arbeiten die Kreisverwaltung und die Bauhöfe eng zusammen. Zusätzlich erhalten sie Unterstützung von engagierten Radwegepaten, die vor Ort gut vertraut sind und bei der Qualitätssicherung mithelfen. Teile des Landkreis-Radnetzes sind auch Teil des RadNETZ BW.
- Kocher-Jagst-Radweg – 340 km in den Tälern von Kocher und Jagst
- Neckartal-Radweg – 410 km von Villingen-Schwenningen bis nach Mannheim
- Württemberger Weinradweg[27] – 396 km von Rottenburg am Neckar bis Niederstetten
- Burgenstraßen-Radweg – von Schloss zu Schloss radeln

Bis vor einiger Zeit gab es zusätzlich die folgenden Radfernwege:
- Kraichgau-Hohenlohe-Weg – 160 km von Bad Schönborn nach Rothenburg ob der Tauber
- Alb-Neckar-Radweg – 270 km von Ulm nach Eberbach

### Wanderwege
Insbesondere im Naturpark Stromberg-Heuchelberg und Naturpark Schwäbisch-Fränkischer Wald finden sich zahlreiche Wanderwege, teilweise von überregionaler Attraktivität. Grundgerüst ist das Wanderwegesystem vom Schwäbischen Albverein mit Längs- und Querwegen.
- Neckarsteig – 124 km zertifizierter Qualitätswanderweg von Heidelberg bis Bad Wimpfen
- Kulturwanderweg Jagst – 103 km von Bad Friedrichshall nach Langenburg
- Frankenweg (HW 8) – 220 km von Pforzheim nach Rothenburg ob der Tauber
- Württembergischer Wein-Wanderweg

## Kfz-Kennzeichen
Am 1. Juli 1956 wurde dem Landkreis bei der Einführung der bis heute gültigen Kfz-Kennzeichen das Unterscheidungszeichen HN zugewiesen. Es wird durchgängig bis heute ausgegeben.